# Marc Jeannerod
Marc Jeannerod, né le 12 décembre 1935 à Lyon et mort le 1er juillet 2011 dans cette même ville est un médecin, neuroscientifique, professeur des universités et écrivain français.

## Biographie
Il devient docteur en médecine vers 1965 puis professeur de physiologie à l’université Claude-Bernard de Lyon. Il a dirigé l’unité Vision et motricité de l’Institut national de la santé et de la recherche médicale (INSERM) jusqu’en 1997. À partir de cette date, il dirigera ensuite l’Institut des sciences cognitives UMR 5015, du Centre national de la recherche scientifique (CNRS) jusqu’à sa retraite en 2003. Avant de prendre ce poste, il est chargé de la création de cet institut, centré sur la cognition naturelle, à partir de juin 1992. Il s'agit du premier centre disciplinaire de ce type en France, ce qui marque la reconnaissance du champ de la cognition à l'échelle nationale. 
Il a également été l'auteur de l'exposition Le Cerveau intime à la Cité des sciences et de l'industrie en 2002. Il a publié de nombreux ouvrages de vulgarisation dont son dernier, La Fabrique des idées - Une Vie de recherche en neurosciences, publié chez Odile Jacob.
Il est élu membre de l'Académie des sciences en 2002.